# Ghee
Ghee (se piše tudi z ghi ali gi, izgovarjava /gi/), je vrsta prečiščenega masla, ki se največ uporablja v Indiji. Ker je prečiščeno, ga ni treba hraniti v hladilniku. Naše babice so ga poznale pod imenom kuhano maslo (žonta, masunek, prešiščeno maslo, ..) 
Ghee so nekoč pripravljali samo iz masla, narejenega iz mleka vodnih bivolov, a danes predvsem iz kravjega mleka. 
Meja dimljenja je 135st.C rok trajanja pa pol leta brez hladilnika. Če ga kuhamo toliko časa, da trdi delci na dnu zarumenijo, mu podaljšamo rok trajanja čez eno leto in povišamo mejo dimljenja tako, da je primeren za peko kolačev in piškotov.   